# Коста Абрашевич

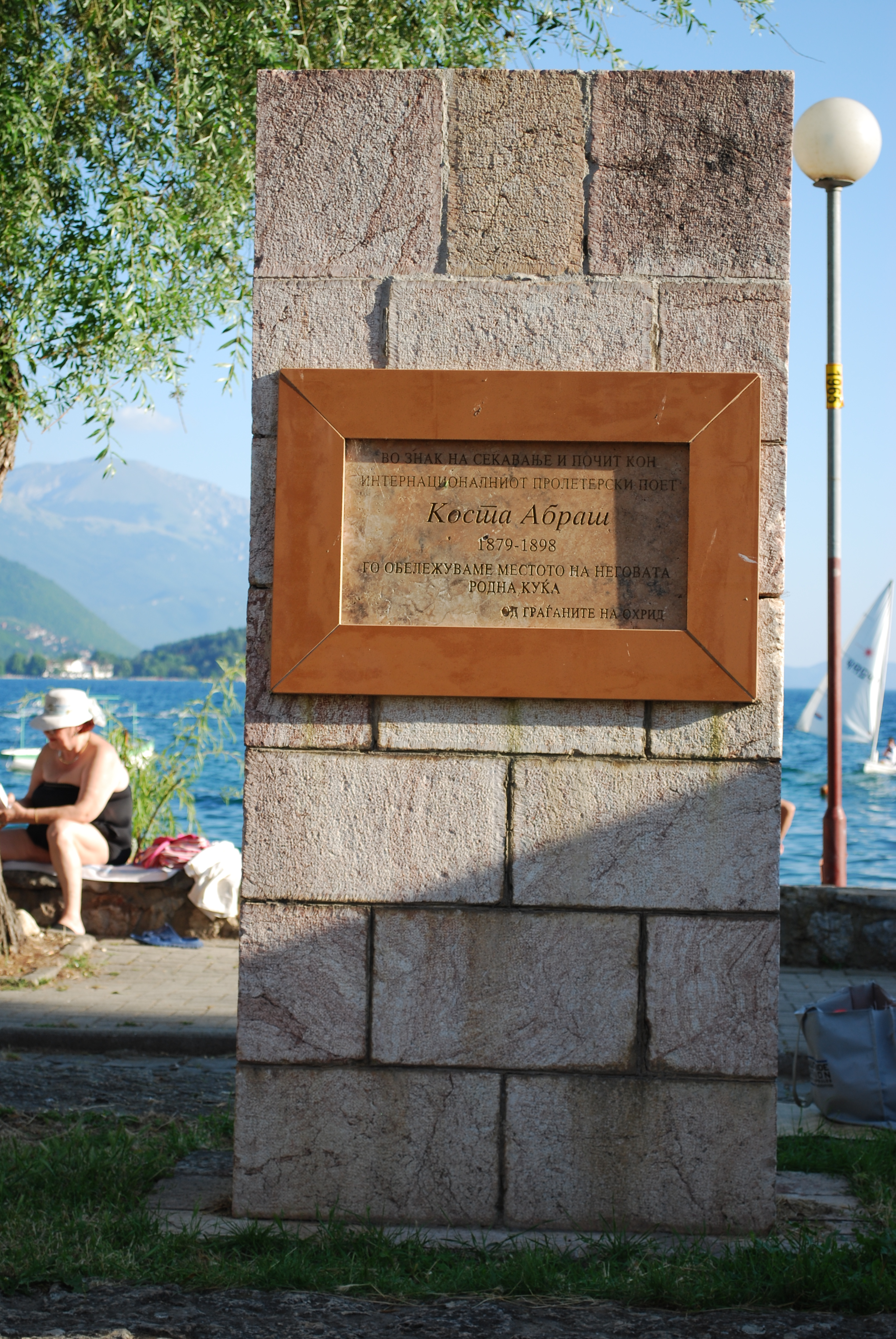
Пам'ятний знак на місці де колись стояла хата Абрашевичей в Охриді, Північна Македонія

Коста Абрашевич (серб. Коста Абрашевић, Kosta Abrašević; мак. Коста Абраш (Абрашевиќ); * 29 травня 1879 року, Охрид,— † 20 січня 1898 року, Шабац) — сербський та македонський робітничий поет. Вважається національним поетом Македонії,,. Батько був сербом, мати — гречанкою (за іншими версіями ні). У 1894 році вперше ознайомився з соціалістичними ідеями.

## Творчий доробок
В творах «Пісня», «Раб», «Бушуй, вітре» (1897) та інших закликав до боротьби проти насильства та визиску, оспівував солідарність робітників. У творчості відбилась незрілість пролетарської ідеології в сербському робітничому русі. Визначні реалістичні твори: «Червона» (1893), «Робочий трудиться» (1893), «Злодій» (1896), «Яма» (1897), «В шахті» (1897).
У 1903 році вийшла посмертна збірка поезій. Твори перекладені на російську, болгарську, албанську, угорську та румунську мови. Вірші стали піснями на музику С. Анджеліча (S. Anđelić) та М. Живковича (M. Živković).

## Увічнення пам'яті
У 1880 році в Белграді було утворено хорову спілку, яка пізніше отримала назву «Абрашевич».
У 1905 році в Белграді було утворено культурно-просвітницьку робітничу спілку «Абрашевич».